# Colt 1877 Double Action Lightning/Thunderer

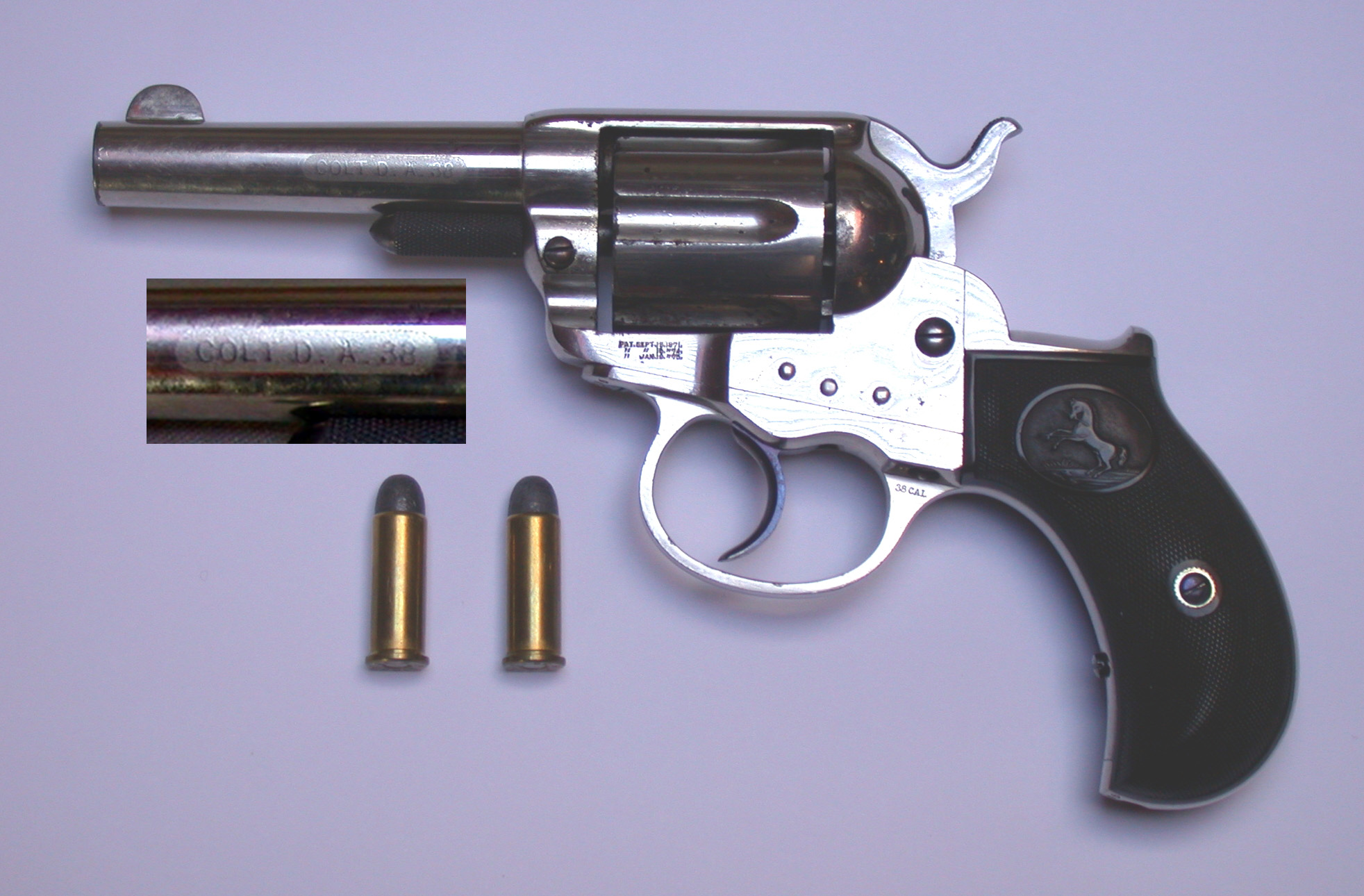
Colt Lighning et 2 cartouches de .38

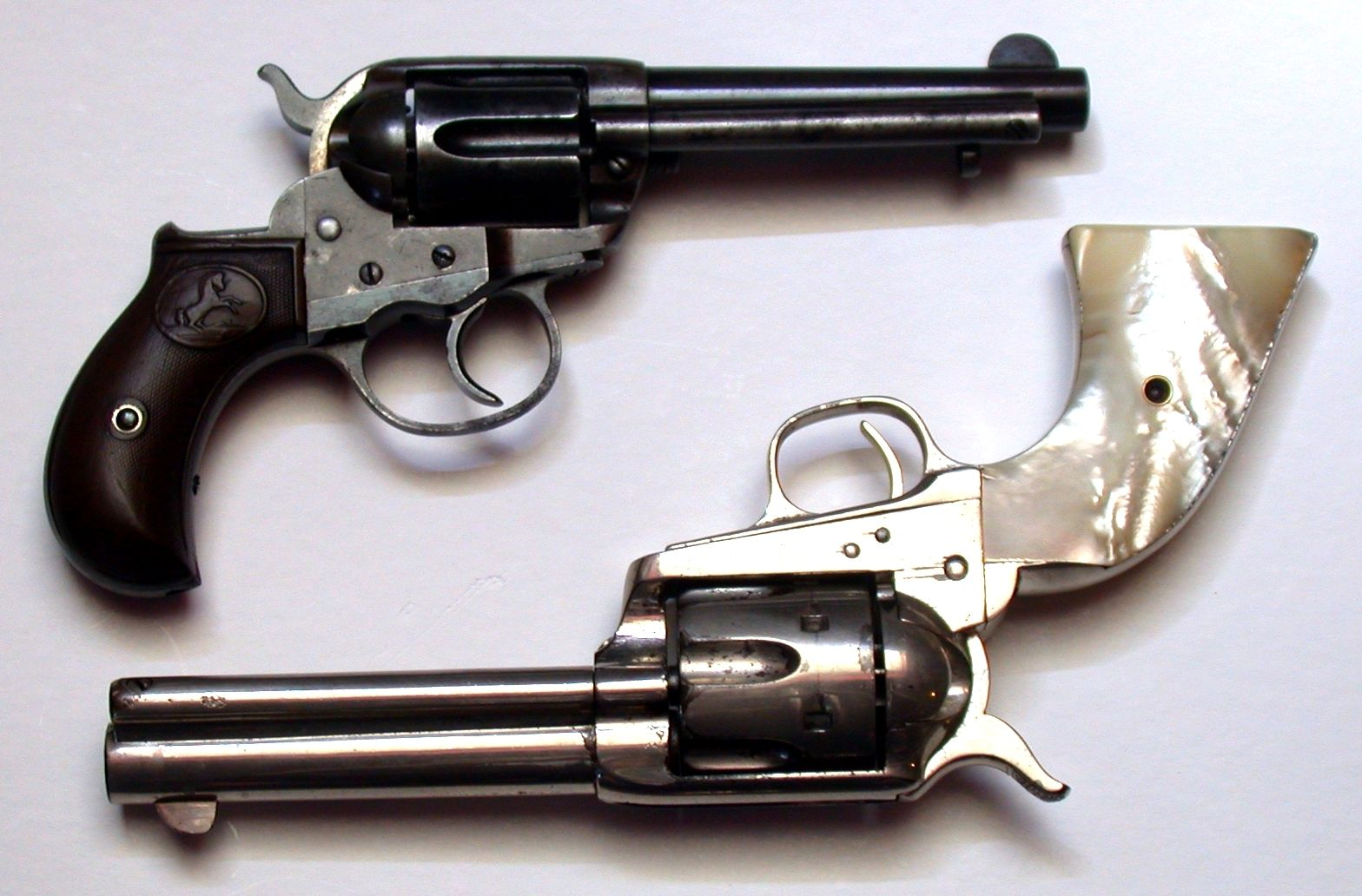
Colt "Thunderer" avec baguette d'extraction, en bas Colt Peacemaker

Les Colt 1877 Double Action Lightning/Thunderer (appellation changeant selon le calibre) furent les premiers revolvers de la firme Colt fonctionnant en double action.

## Technique
Le Model 1877 reprend la forme générale du Colt Peacemaker hormis le profil de la poignée en forme de bec de perroquet avec un épaulement.

## Description générale
Ainsi la platine impose une carcasse plus volumineuse et un pontet réniforme. Les plaquettes sont en bois de rose puis en  ébonite noire quadrillée avec le monogramme Colt ou en nacre (sur commande spéciale). Il reprend du Colt SAA ses organes de visée fixes, sa portière de chargement et sa baguette d'extraction (absente sur les Lightning munis des canons les plus courts). Son mécanisme en double action était complexe et donc fragile.

## Variantes sans baguette d'extraction
L'absence de baguette d'extraction s'explique pour des armes de poing/ destinées à être portés sous une veste et être dégainées vite. Dans le même but, la longueur du canon débute à 3,8 cm pour finir à 15,2 cm seulement.

## Production
En dépit de ses défauts mécanique, le Colt 1877 DA fut produit de 1877 à 1909 au nombre de 166 849 exemplaires répartis entre :
- Colt Rainmaker (rare) calibre .32 (7,9 mm)
- Colt Lightning calibre .38 (9 mm)
- Colt Thunderer  calibre .41 (10,4 mm)

Parmi les utilisateurs du Colt Lightning figurent  les As de la gâchette de l'Ouest Sauvage finissant comme Pat Garett ou John Wesley Hardin. Peu répandu en Europe, il a été néanmoins  porté par le policier anglais Jerome Caminada. On attribue souvent un Colt Thunderer à Billy the Kid. L'US Navy utilisa un petit nombre de Colt Thunderer.

## Apparitions dans la culture populaire
Plus rare que le Colt SAA, le Colt 1877 apparait dans les films suivants :
- La Légende de Jesse James

## Données numériques
Colt Thunderer (contrat US Navy)
- Munition : .41 Long Colt
- Encombrement : 27 cm de long pour 1 050 g à vide
- Canon de : 16,5 cm (sur les modèles commerciaux : 11,4 cm, 12,7 cm et 15,2 cm)
- Barillet : 6 cartouches

Colt Lightning (avec baguette d'extraction)
- Munition : .38 Long Colt
- Encombrement : 23 cm de long pour 650 g à vide
- Canon de : 11,4 cm (existaient aussi les longueurs de : 12,7 cm et 15,2 cm)
- Barillet : 6 cartouches

## Sources
- Yves Louis CADIOU,Les Colt (2): revolvers à cartouches métalliques, Editions du Portail, 1993
- Raymond CARANTA, L'Aristocratie du Pistolet, Crépin-Leblond, 1997